# قلعه‌حاج‌امین
قلعه‌حاج‌امین، روستایی از توابع بخش کلیائی شهرستان سنقر در استان کرمانشاه ایران است.

## جمعیت
این روستا در دهستان سطر قرار دارد و براساس سرشماری مرکز آمار ایران در سال ۱۳۸۵، جمعیت آن ۴۵۶ نفر (۱۱۹خانوار) بوده‌است.

## نام‌های خانوادگی ساکنین
1. واحدی
2. پرویزی
3. عامریان
4. فرهنگیان
5. اسدی
6. امجدیان
7. اکرامی
8. زکی
9. مکاری
10. مرادی
11. یوسف‌پور

۱۲.